# Tempranillo

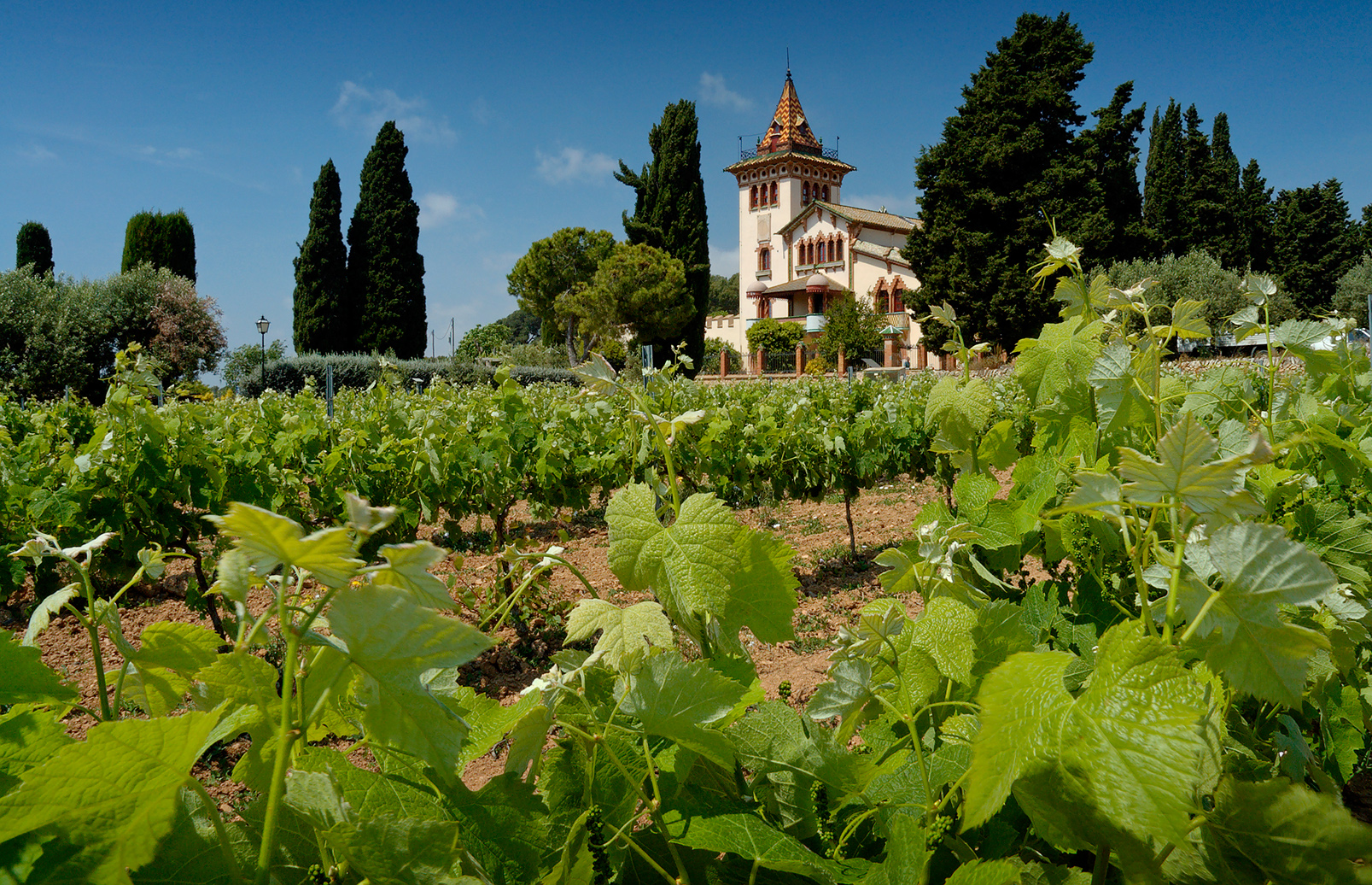
A Clos la Plana szőlészet tempranillo ültetvénye (Spanyolország, Katalónia, Penedès)

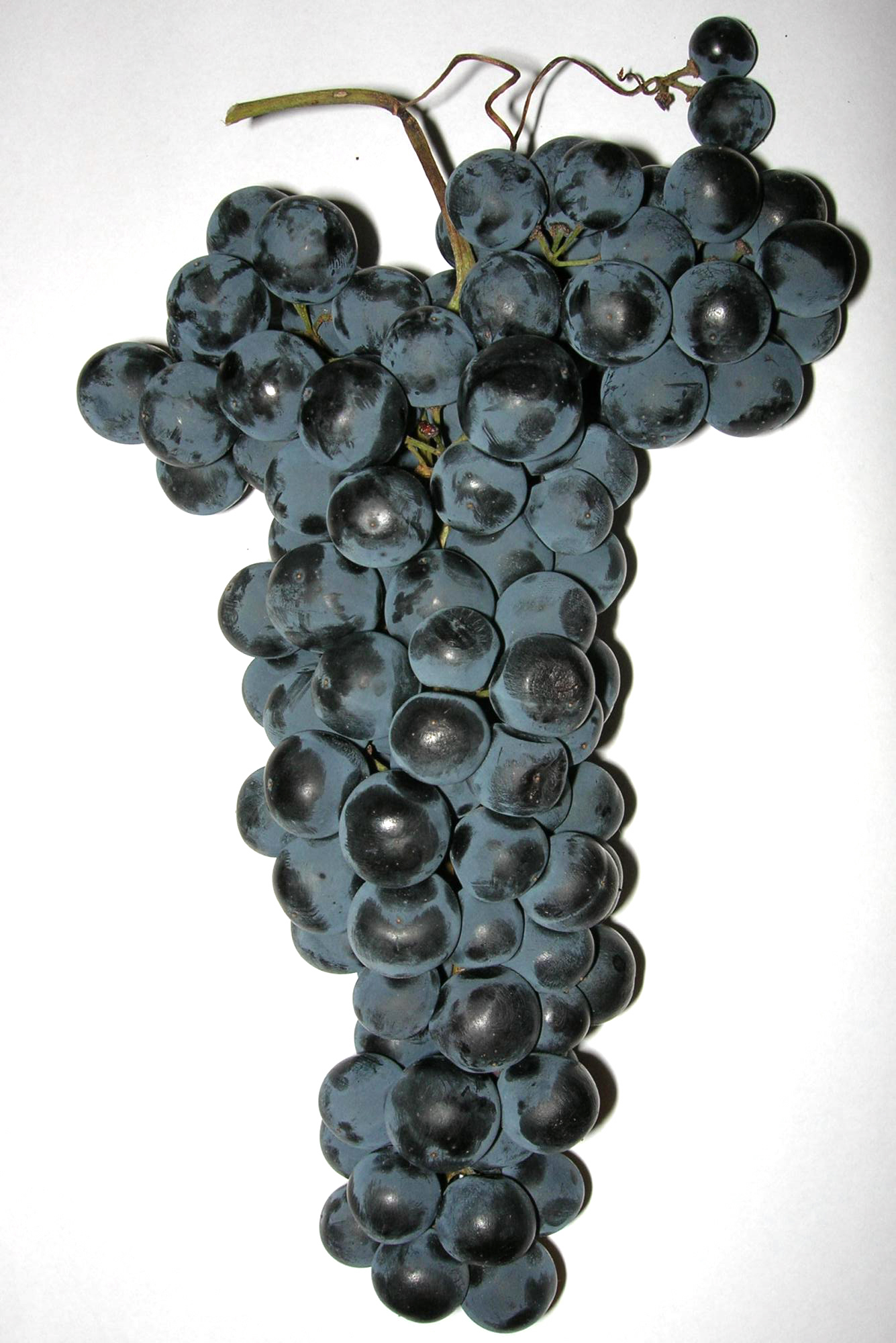
Érett tempranillo fürt

A tempranillo egy minőségi bort adó szőlőfajta. Neve a „korai” jelentésű temprano szóből származik, és arra utal, hogy a többi vörösborszőlőnél hamarabb érik. Spanyolországban még tinta del país, tinto fino, cencibel és ull de Llebre, az Ebro borrégióban aragonez néven is ismeretes.

## Elterjedése
Elsősorban az Ibériai-félsziget északi részén (Spanyolországban és Portugáliában is) meghatározó, itt őshonos fajtának számít. Viszonylag sokat termesztenek Franciaországban. Rövid tenyészideje miatt zordabb éghajlatú vidékeken is ültethető. Érzékeny a szárazságra és a szőlő legtöbb megbetegedésére. 
Argentínában lágy, jól iható vörösbort készítenek belőle. Várható, hogy még a 21. század első felében Ausztrália és Kalifornia is sikeres tempranillo borokat állít elő.

## Jellemzése
A meszes talajt kedveli. Vastag héjú bogyója sötét. Mély rubinszínű bora nagy potenciálú, hosszú életű, nagy alkohol- és tannintartalmú, illatos, jellegzetesen gyümölcsös karakterű bort ad fűszeres, dohányos, epres jegyekkel. Íze selymes vagy bársonyos, savtartalma közepes vagy csekély. Általában amerikai tölgyből amerikai fehér tölgy, (Quercus alba) készült, kis hordókban érlelik, így a hagyományosan a Rioja borvidék jellemzőinek tulajdonított aromákat — a vaníliát, a fűszerféléket, a pirítóst, sőt, a kókuszdiót — tulajdonképp inkább a tölgyfahordós érlelés alakítja ki, mint ahogy a bor esetlegesen halványabb színe is a fa hatását tükrözi.

## Felhasználása
A legnagyobb spanyol borokat nyújtja. Többféle, a legjobbak közé tartozó vörösbort gyártanak belőle Portugáliában is, ahol tinta roriznak hívják.
Spanyolországban fajtaborként ritkán palackozzák, viszont mind a Rioja borvidéken, mind a Ribera del Duero borvidéken ez a házasítások gerince, ebből készülnek a legnagyobb spanyol borok. Portugália Alto Douro borvidékén a portói borok egyik engedélyezett alapanyaga, az öt legjelentősebb szőlőfajta egyike. Portugáliában emellett jó minőségű asztali borokat is érlelnek belőle.